# François Cuillandre
François Cuillandre (Brest, Finisterre, 5 de febrer del 1955) és un polític bretó. Estudià a l'Institut d'Estudis Polítics de París i es llicencià en dret. El 1988 treballà com a inspector d'impostos amb el ministre de les DOM-TOM Louis Le Pensec. El 1993 treballà com a professor de dret públic i fou nomenat secretari del Partit Socialista a Finisterre. A les eleccions legislatives franceses de 1997 fou elegit diputat per Finisterre. A les eleccions de 2002 i 2007 fou derrotat per la candidata de l'UMP.
A les eleccions municipals de 1989 fou elegit regidor de Brest, i el 1995 formà part de l'equip de govern de l'alcalde Pierre Maille, a qui succeí a les eleccions de 2001 i fou reelegit a les de 2008 amb una coalició ampla (PS, PCF, PRE, UDB, Verds i altres) el 61,68% dels vots. També és president de la comunitat urbana Brest Métropole Océane. El seu mandat s'ha caracteritzat per grans projectes com el tramvia, la zona del Froutven i el Technopole, la construcció del nou port esportiu (port del castell), el desenvolupament de la Penfeld amb la remodelació de l'altiplà dels caputxins, i altres.